# Haidar Abdul-Amir
Haidar Abdul-Amir Hussain, född 2 november 1979, är en irakisk fotbollsspelare som sedan 2012 spelar för al-Zawraa. Han har gjort 66 landskamper för Iraks landslag och var med när landet för första gånger vann Asiatiska mästerskapet 2007. Han var även med när landet kom på fjärde plats i OS 2004.
På klubblagsnivå har han bland annat spelat för Arbil och al-Talaba.

## Meriter
Irak
- Asiatiska mästerskapet
  - Guld: 2007